# یوگنیا گومون
یوگنیا گومون (اوکراینی: Євгенія Євгенівна Гомон؛ زادهٔ ۲۵ مارس ۱۹۹۵) ژیمناست ریتمیک اهل اوکراین است.
وی همچنین برندهٔ جوایزی همچون نشان شاهدخت اولگا شده‌است.